# Seorsus intratropicus
Seorsus intratropicus är en myrtenväxtart som först beskrevs av Ferdinand von Mueller, och fick sitt nu gällande namn av Barbara Lynette Rye och Malcolm Eric Trudgen. Seorsus intratropicus ingår i släktet Seorsus och familjen myrtenväxter. Inga underarter finns listade i Catalogue of Life.